# Честная игра (фильм, 1995)
«Честная игра» (англ. Fair Game) — боевик 1995 года, снятый режиссёром Эндрю Сайпсом. Единственная роль в кино супермодели Синди Кроуфорд.

## Сюжет
Кэтрин Маккуин (Синди Кроуфорд), красивая женщина-адвокат, сама того не подозревая, случайно вмешивается в крупную игру сотрудников бывшего КГБ. Её хотят убрать как мелкую, но досадную помеху. Однако случай сводит её с детективом Максом Киркпатриком (Уильям Болдуин), который тоже оказывается втянутым в «игру» и теряет троих своих друзей — полицейских.
Вместе они пытаются скрыться, но их местонахождение постоянно оказывается известным преследователям. Начинается настоящая охота, в которой не ясно, кто охотник, а кто жертва.

## Актёрский состав
| Актёр                | Роль                                        |
| -------------------- | ------------------------------------------- |
| Уильям Болдуин       | детектив Макс Киркпатрик                    |
| Синди Кроуфорд       | адвокат, Кейт МакКуин                       |
| Стивен Беркофф       | полковник Илья Казак                        |
| Кристофер Макдональд | лейтенант Майерсон                          |
| Мигель Сандоваль     | Эмилио Хуанторена                           |
| Йохан Карло          | судмедэксперт Джоди Киркпатрик кузина Макса |
| Сальма Хайек         | Рита бывшая девушка Макса                   |
| Джон Бедфорд Ллойд   | детектив Луис Арагон                        |
| Олек Крупа           | Жуков                                       |
| Дженетт Голдстин     | Роза Соуза                                  |